# 粉嶺站
粉嶺站（英語：Fanling Station）是一個位於香港新界北區粉嶺，屬於港鐵東鐵綫的鐵路車站，於1910年10月1日啟用，與沙田站和旺角東站同為香港三座最早啟用而仍然提供鐵路服務的三個車站之一。
- 車站外觀（2021年2月）

## 車站構造

### 樓層
| U1                | 大堂  | A、B出口、客務中心、商店、自助服務、洗手間 |   |  |
| G                 | 月台  | \| 側式 · 開左邊车门 \| \| \| \| \| \| \| \| 東鐵綫往羅湖及落馬洲（上水） \| 1 \| \| \| \| 2 \| 東鐵綫往金鐘（太和） \| \| \| \| 側式 · 開左邊车门 \| \| \| \| \| \| C出口 \| \| \| \| \| |   |  |
| G                 | C出口 | 客務中心、商店 |   |  |
| G                 | 地面  | A2、A3出口 |   |  |
| 側式 · 開左邊车门 |       | |   |  |
|                   |       | 東鐵綫往羅湖及落馬洲（上水） | 1 |  |
|                   | 2     | 東鐵綫往金鐘（太和） |   |  |
| 側式 · 開左邊车门 |       | |   |  |
| C出口             |       | |   |  |

### 大堂
粉嶺站大堂位於月台之上。大堂中央為非付費區以及A、B出口；而大堂付費區與閘機皆位於南北兩端：當中北面的付費區為舊有大堂，並設有洗手間及客務中心，與上水站未擴建前的大堂設計相若；而南面的付費區則為加建部分，於1999年12月啟用。而兩端的付費區皆被非付費區完全分隔。
而大堂內亦設有不同類型的商店、自動櫃員機、自動售賣機以及香港郵政郵箱等，
另外大堂非付費區亦設有港鐵「會員服務站」。
另外，粉嶺站大堂及月台均設有由電訊盈科提供的免費Wi-Fi熱點。
- 大堂，非付費區（2024年7月）
- 大堂南端的付費區（2024年7月）

### 月台
粉嶺站設有两個已裝設月台閘門的側式月台，而月台兩旁均設有緊急出口。
。
- 1號月台（2024年7月）
- 2號月台（2024年7月）

### 出入口
車站設有5個出入口，當中A、B出口設於大堂，而A出口更設有兩條行人通道連接地面及大堂；而C出口則設於2號月台（往金鐘）旁連接粉嶺車站路。
|                                                                   |          | |      |
| 編號                                                              | 指示     | 建議前往的目的地 | 圖片 |
| 大堂                                                              |          | |      |
| 出口 · A · 1 · 盲道标志 · 轮椅升降台标志                          | 粉嶺名都 | 粉嶺站轉車站A及B區、明愛社區書院 –粉嶺、粉嶺健康中心、粉嶺遊樂場、粉嶺名都、北區政府合署、粉嶺法院大樓、聯和墟、粉嶺裁判法院、上水分區警署、香港青年協會領袖學院 |      |
| 出口 · A · 2 · 盲道标志 · 扶手电梯标志                            | 粉嶺名都 | 粉嶺站轉車站C區、明愛粉嶺陳震夏中學、嘉德麗國際幼兒園、嘉德麗幼稚園、祥華邨、基督教香港信義會祥華幼稚園、粉嶺中心、粉嶺官立小學、粉嶺名都、好時光國際幼兒園、逸峰、豐隆廣場、粉嶺康樂公園、嘉里貨倉、龍豐集團中心、瑪歌瑞特國際幼稚園、粉嶺站小巴總站、新寧中心、從謙學校、東華三院洪王家琪幼兒園、東華三院李嘉誠中學 |      |
| 出口 · A · 3 · 盲道标志                                           | 粉嶺名都 | 小巴站、的士站 |      |
| 出口 · B · 盲道标志 · 同层                                        | 蓬瀛仙館 | 碧湖花園、萬豪居、佛教正覺蓮社學校、佛教普光學校、粉嶺站轉車站D區、翠彤苑、中華基督教會基新中學、欣翠花園、牽晴間、基督教粉嶺神召會恩光幼稚園暨幼兒園、基督教粉嶺神召會小學、粉嶺官立中學、粉嶺救恩書院、粉嶺南政府綜合大樓、花都廣場、蓬瀛仙館、華慧園、綠在粉嶺、蔚翠花園、匯縱專業發展中心、嘉福邨、嘉盛苑、景盛苑、觀宗寺、百福花園、百福田心遊樂場、警察機動部隊總部、豪峰嶺、聖公會榮真小學、聖公會嘉福榮真小學、聖芳濟各書院、田家炳中學、華明邨、華心邨、和興體育館、和合石墳場、欣盛苑                                                                                         |      |
| 2號月台                                                           |          | |      |
| 出口 · C · 盲道标志 · 无障碍通道标志                              | 政府合署 | 上水宣道小學、綠悠軒、佛教馬錦燦紀念英文中學、嘉德麗國際幼兒園、嘉德麗幼稚園、祥華邨、囍逸、芬園、芬園警察宿舍、粉嶺樓、粉嶺中心、粉嶺花園、前粉嶺女童院、粉嶺官立小學、粉嶺健康中心、基督教香港信義會心誠中學、粉嶺公立學校、粉嶺遊樂場、粉嶺禮賢會中學、粉嶺名都、粉嶺圍、北區政府合署、御庭軒、逸峰、綠在聯和墟、嘉兆軒、粉嶺法院大樓、聯和墟、聯和墟遊樂場、聯和墟體育館、瑪歌瑞特國際幼稚園、粉嶺裁判法院、粉嶺站小巴總站、粉嶺游泳池、瓏山1號、北區公園、五旬節靳茂生小學、寶血會培靈學校、帝庭軒、星光新村、瑞柏園、海燕花園、香港青年協會領袖學院、海聯廣場、榮輝中心、榮福中心 |      |
| 註： 設有 \| 設有 \| 設有輪椅升降台 \| 設於同一層 \| 設有扶手電梯 |          | |      |

## 接駁交通
現時粉嶺站除了設於C出口旁的公共運輸交匯處內設有專線小巴站及的士站外，在百和路亦設有一個巴士站。而自2013年起，車站A2出口外亦增設「雙層單車泊架」系統，方便居民停泊單車。

## 歷史

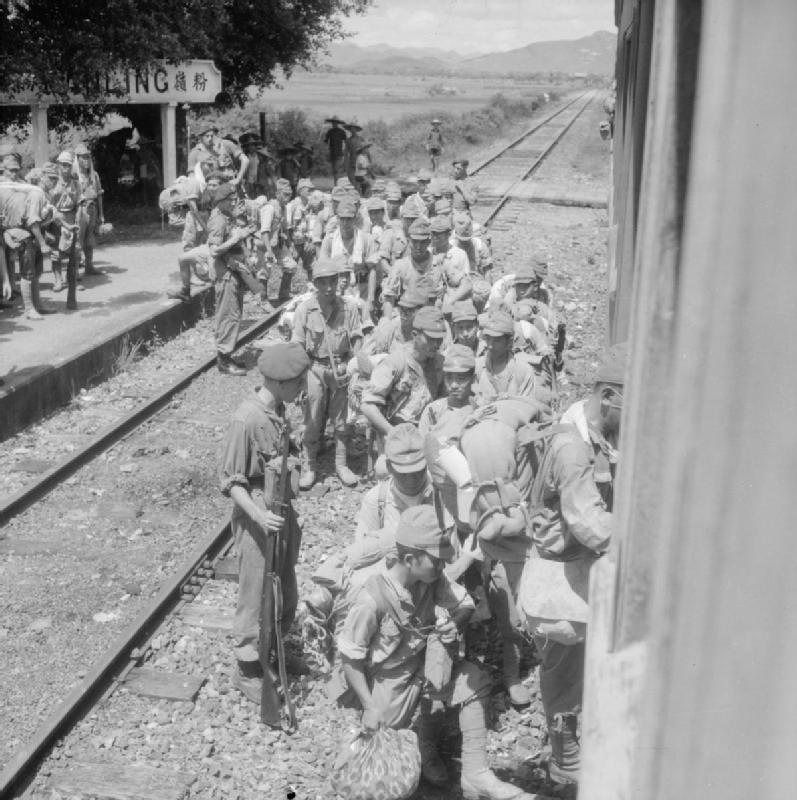
1945年，英军在粉岭站遣返日军

### 沙頭角支線轉車站
1910年，九廣鐵路（英段）通車時已經設有粉嶺站，其後九廣鐵路局興建連接粉嶺站至沙頭角站長約11.67公里的沙頭角支線。沙頭角支線在1912年4月1日通車，共設5個站，路線以沿現今沙頭角公路，由粉嶺站經洪嶺站、禾坑站、石涌凹站至沙頭角站。
由於兩線採用不同寬度路軌及火車，故兩線不能連接。沙頭角支線的粉嶺站與九廣英段的粉嶺站往九龍一方呈90°交錯。
1927年，沙頭角公路啟用，因沙頭角支線虧蝕，沙頭角支線遂於1928年4月1日起停駛。

### 九廣鐵路電氣化

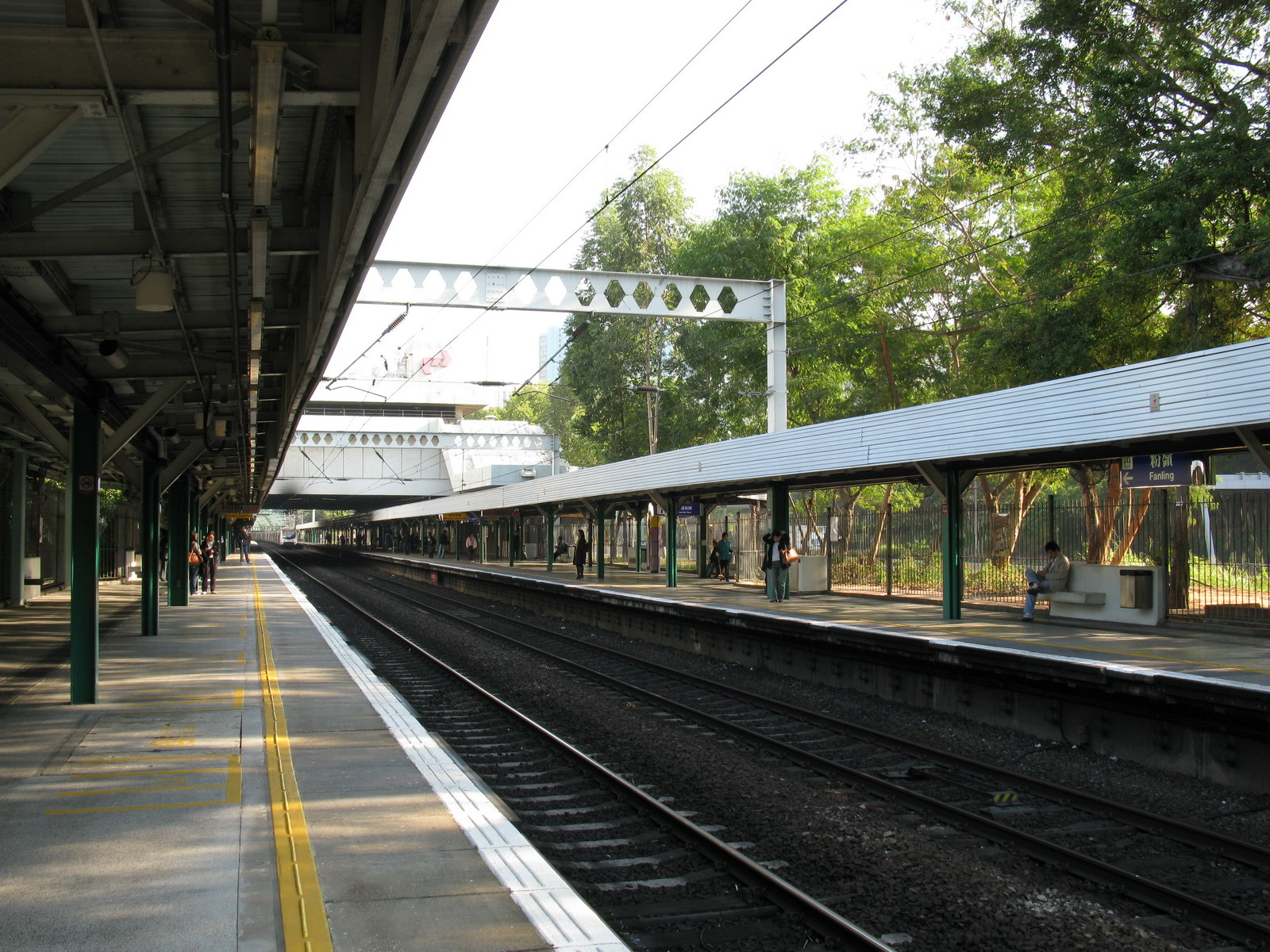
翻新前的月台（2007年11月）

1983年5月12日，粉嶺站完成車站重建，而九廣鐵路全線電氣化工程亦於同年7月15日完成。
- 下列為車站重建前的月台排列：

| P        |                                                |
| 側式月台 |                                                |
|          | 1 九廣鐵路（英段）往羅湖／九廣鐵路（華段）方向 |
|          | 2 九廣鐵路（英段）往九龍                       |
| 側式月台 |                                                |

### 兩鐵合併前的擴建及翻新車站

#### 擴建大堂

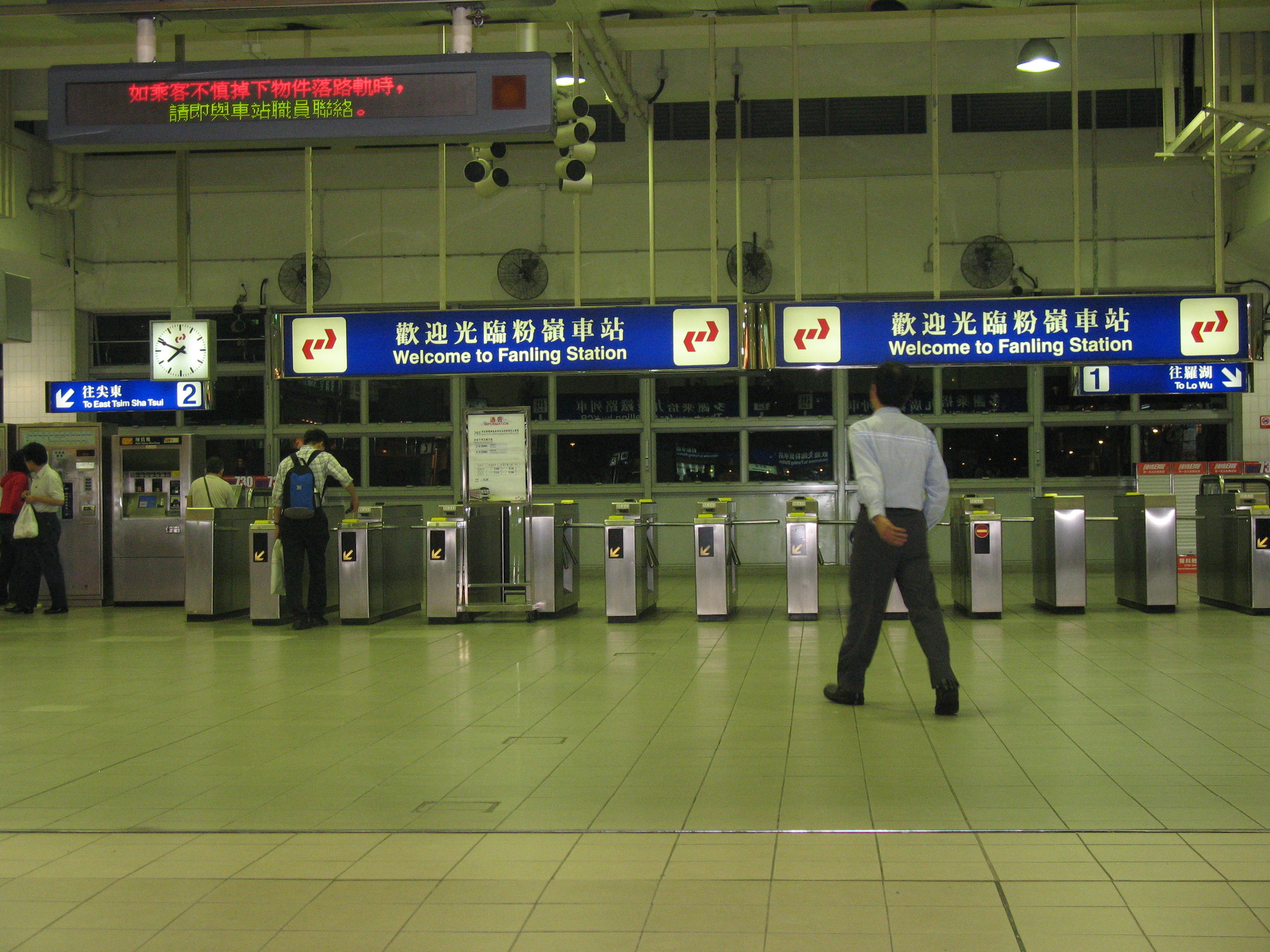
九廣鐵路時期的車站南面大堂出入閘機

為應付使用粉嶺站的乘客量大幅增加，九鐵於1998年為車站進行擴建工程。而擴建部分位於A、B出口南面，而工程包括增設4條扶手電梯、12部出入閘機、票務處（目前已停用）及5間非付費區商店。而擴建工程於1999年完成及啟用。
直到2001年，原有於1980年代興建的大堂亦進行地台重建工程。

#### 擴闊月台
2001年，九廣鐵路為車站兩個月台的南端進行擴闊工程，以暢通車站人流。

### 港鐵時期的擴建及翻新車站

#### 第一次翻新月台工程
兩鐵合併後，港鐵為東鐵綫各車站月台進行較低成本的翻新工程，以遮掩東鐵綫車站月台殘舊的觀感。工程包括重新為各東鐵綫車站配主題色，並加入車站代表植物，為月台橫樑及支柱塗上月台配色的油漆，貼上印有車站主題植物的圖案、車站附近建築物、車站名書法字的牆紙，加設直立港鐵式站牌、路線圖、指示牌、告示等等。而粉嶺站配色為 黃綠，主題植物為馬蹄蘭，街景為粉嶺老圍。

#### 大堂翻新工程
港鐵公司於2008年引入嶄新的「融入大自然」建築概念，作為東鐵綫大型車站改善工程的設計方向。繼大埔墟站、旺角東站及沙田站大型翻新工程竣工後，東鐵綫上水站及粉嶺站亦開始進行翻新工程。港鐵公司於2013年進行粉嶺站大堂翻新。
包括：
- 翻新洗手間及客務中心；
- 增加商店數目。商店總面積由約454平方米擴大至約549平方米；
- 改善指示牌及廣告燈箱；
- 美化大堂頂部、牆身及地板。

整項工程於2015年完成。

#### 擴建B出口外行人天橋
由於B出口使用量高企，土木工程拓展署斥資將連接B出口及百和路的行人天橋擴闊，由原來的約5.5米擴闊到約11米。受工程影響，而B出口旁的兩間商店須重置於原位置後方以騰出空間。有關工程已於2020年末完工。

#### 第二次月台翻新工程
2022年3－5月期間，東鐵綫旺角東站－上水站沿途各站因應過海段通車而進行月台牆身翻新工程。而粉嶺站已於2022年4月中旬更換牆紙及換上由區傑棠書寫的新一代站名書法字。

## 事件／事故

### 反修例運動
- 2019年10月4日，在反對禁止蒙面規例示威下，有示威者破壞粉嶺站C出口的閘機、大堂客務中心及閘機，隨後有人破壞車站大堂的消防喉，導致車站浸水，車站臨時關閉。期間，一群身分不明的人士對車站設施破壞時，一列於約晚上11時途經粉嶺站的廣九直通車遭受襲擊。襲擊者使用工具擊打客車的車窗及車身。而列車離站後，示威者隨即將障礙物投入軌道。後就列車被襲事件，港鐵向《環球時報》發送聲明提及該列車班次為Z810。列車自粉嶺站駛出後，因東鐵綫被投擲障礙物，一度被迫停留在粉嶺站與上水站之間[13]。
- 基於設施被破壞，東鐵綫列車服務曾於2019年10月6－7日期間不停粉嶺站、上水站、大埔墟站、沙田站以及大圍站[原創研究？]。

## 軼事
經典電影《賭神》中，賭神在乘火車中途險遭伏擊，而伏擊手便是在粉嶺站上車。

## 外部連結
- 港鐵公司－粉嶺站街道圖 （页面存档备份，存于）
- 港鐵公司－粉嶺站位置圖 （页面存档备份，存于）
- 港鐵公司－粉嶺站列車服務時間 （页面存档备份，存于）